# Love Is a Crime
"Love Is a Crime" é uma canção da cantora pop americana Anastacia para a trilha sonora do filme Chicago de 2002. Um vídeo foi lançado para a música, mas nunca foi oficialmente lançado em álbum para o mercado mundial, devido à luta que a cantora travava contra o cancro.

## Videoclipe
O vídeo foi dirigido por Matthew Rolston e gravado a 17 de Janeiro de 2003 em Nova Iorque, Estados Unidos. O vídeo tem duas sequências, a primeira trata-se da cantora a cantar numa cela de uma prisão. E a segunda, a cantora dança com adereços de gangster. Também são mostradas cenas do filme. Também foi dito que a cantoria teria a arder em febre (40°C) quando gravou o vídeo.

## Faixas e formatos
Americano Promocional Double 12" Vinyl
1. "Love Is a Crime" [Thunderpuss Club Mix]
2. "Love Is a Crime" [Thunderpuss Dub Mix]
3. "Love Is a Crime" [Thunderpuss Tribeapella]
4. "Love Is a Crime" [Cotto's Doin' The Crime Mix]
5. "Love Is a Crime" [Cotto's Luv Is A Dub]
6. "Love Is a Crime" [Versão do Álbum]

Americano Promocional 12" Vinyl
1. "Love Is a Crime" [Cotto's Doin' The Crime Mix]
2. "Love Is a Crime" [Cotto's Luv Is A Dub]
3. "Love Is a Crime" [Thunderpuss Tribeapella]

Americano Promocional 12" Vinyl (Thunderpuss Mixes)
1. "Love Is a Crime" [Thunderpuss Club Mix] - 8:45
2. "Love Is a Crime" [Thunderpuss Dub Mix] - 8:49

## Desempenho

### Posições
| Tabelas musicais (2002)           | Melhor posição |
| --------------------------------- | -------------- |
| Taiwan Singles Chart              | 1              |
| World Dance/Trance Top 30 Singles | 1              |
| U.S. Hot Dance Music/Club Play    | 1              |